# Guapimirim (kommun)
Guapimirim är en kommun i Brasilien.   Den ligger i delstaten Rio de Janeiro, i den sydöstra delen av landet, 900 km sydost om huvudstaden Brasília. Antalet invånare är 51 487. Arean är 361 kvadratkilometer.
Terrängen i Guapimirim är platt åt sydost, men åt nordväst är den bergig.
Följande samhällen finns i Guapimirim:
- Guapimirim

Omgivningarna runt Guapimirim är huvudsakligen savann. Runt Guapimirim är det ganska tätbefolkat, med 120 invånare per kvadratkilometer.